# Wydział Geodezji Górniczej i Inżynierii Środowiska Akademii Górniczo-Hutniczej w Krakowie
Wydział Geodezji Górniczej i Inżynierii Środowiska (WGGiIŚ) – wydział Akademii Górniczo-Hutniczej powstały 1 października 1951 roku w wyniku połączenia Oddziału Geodezyjnego Wydziału Inżynierii Wydziałów Politechnicznych AGH i
Oddziału Miernictwa Górniczego Wydziału Geologiczno-Mierniczego AGH

## Charakterystyka
Wydział Geodezji Górniczej i Inżynierii Środowiska stanowi obecnie jeden z najlepszych ośrodków kształcenia w dziedzinie geodezji i kartografii w Polsce, posiadający wysoko wykwalifikowaną kadrę naukowo-dydaktyczną oraz wiele nowoczesnych instrumentów pomiarowych. Jest jedynym w Polsce wydziałem geodezyjnym kształcącym i prowadzącym badania we wszystkich dziedzinach geodezji m.in.: geodezja szczegółowa (miernictwo), geodezja inżynieryjno-przemysłowa, geodezja wyższa i astronomia geodezyjna, geomatyka, geodezja górnicza, gospodarka nieruchomościami i kataster, fotogrametria i teledetekcja, geodynamika, grawimetria geodezyjna.
Z uwagi na wysoki poziom nauczania i tradycje wydziału, absolwenci uważani są za jednych z najlepszych i najbardziej pożądanych specjalistów geodezji.
Wydział prowadzi czasopismo naukowe w dziedzinie geodezji, inżynierii środowiska oraz dziedzinach pokrewnych i kanał na platformie YouTube – WGGiIŚ AGH.

## Władze
- Dziekan: prof. dr hab. inż. Ryszard Hejmanowski
  - Prodziekan ds. Nauki i Współpracy z Zagranicą: dr hab. inż. Tomasz Bergier, prof. uczelni
  - Prodziekan ds. Ogólnych i Współpracy: dr hab. inż. Łukasz Ortyl, prof. uczelni
  - Prodziekan ds. Kształcenia i Studenckich: dr inż. Elżbieta Jasińska

## Struktura organizacyjna
W skład Wydziału Geodezji Górniczej i Inżynierii Środowiska AGH wchodzi 5 katedr:
- Katedra Geodezji Inżynieryjnej i Budownictwa
- Katedra Geodezji Zintegrowanej i Kartografii
- Katedra Fotogrametrii, Teledetekcji Środowiska i Inżynierii Przestrzennej
- Katedra Kształtowania i Ochrony Środowiska
- Katedra Ochrony Terenów Górniczych, Geoinformatyki i Geodezji Górniczej

Na wydziale znajduje się również Instrumentarium Wydziałowe oraz wiele zaawansowanych laboratoriów i pracowni m.in.: Geodezyjne Laboratorium Metrologiczne, Laboratorium Telemetrii, Laboratorium biotechnologii laserowej i morfometrii komputerowej, Laboratorium ochrony powietrza i miernictwa przemysłowego, Laboratorium spektrofotometrii absorpcji atomowej, chromatografia gazowa, a także badawczy szyb górniczy i wiele innych. Ponadto na wydziale znajduje się obserwatorium astronomiczne oraz stacja permanentna GPS (KRAW), włączona do sieci ASG-EUPOS, pełniąca funkcję podstawowej osnowy geodezyjnej.

## Kierunki i specjalności studiów
Wydział prowadzi studia stacjonarne i niestacjonarne na kierunkach:

### Studia inżynierskie (I stopnia)
- Geodezja i kartografia
- Inżynieria i Monitoring Środowiska
- Informatyka Geoprzestrzenna

### Studia magisterskie (II stopnia)
- Geodezja i kartografia:
  - Geodezja Inżynieryjno-Przemysłowa
  - Geoinformacja i Geodezja Górnicza
  - Miernictwo i Geozagrożenia
  - Gospodarka Nieruchomościami i Kataster
  - Przetwarzanie i Analiza Geodanych
- Inżynieria i Monitoring Środowiska:
  - Gospodarka Niskoemisyjna
  - Inżynieria Komunalna
  - Inżynieria Wodna i Sanitarna
  - Systemy Informacji o Środowisku

- Informatyka Geoprzestrzenna:
  - Modelowanie informacji o środowisku
  - Zarządzanie przestrzenią
  - Geoinformacja Przemysłowa
  - Remote Sensing & GIS (w języku angielskim)
- Zmiany Klimatu – Przeciwdziałanie i Adaptacja
- Remote Sensing and Geo Informatics (w języku angielskim)

Wydział prowadzi także studia doktoranckie (III stopnia), a także studia podyplomowe w zakresie:
- BIM – modelowanie i zarządzanie informacją o obiektach, infrastrukturze i procesach budowlanych,
- Zastosowania bezzałogowych statków latających (BSL) w rozwiązywaniu zagadnień inżynierskich.
- Kursy dokształcające „Akademia Fotogrametrii, Teledetekcji i Geoinformacji”
- Systemy informacji geograficznej
- Szacowanie nieruchomości

## Działalność studencka na wydziale
W ramach wydziału działają koła naukowe:
- Koło Naukowe Geodetów Dahlta[16]
- Koło Naukowe KNGK Geoinformatyka[17]
- Koło Naukowe Ochrony Środowiska
- Koło Naukowe Inżynierii Ochrony Powietrza
- Koło Naukowe Doktorantów